# Whittingehame
Whittingehame est un village du East Lothian en Écosse, entre Haddington et Dunbar.

## Histoire
Le village est connu pour la Whittingehame Tower (en).

## Personnalités liées à la commune
- Patrick Dunbar (3e comte de Dunbar) (v. 1213-1289), seigneur féodal, y est mort ;
- James Maitland Balfour (1820-1856), homme politique, y est né ;
- Eleanor Mildred Sidgwick (1845-1936), mathématicienne et féministe, y est née ;
- Arthur Balfour (1848-1930), homme politique, y est né.